# Nowickia gussakovskii
Nowickia gussakovskii là một loài ruồi trong họ Tachinidae.